# Dubioza kolektiv

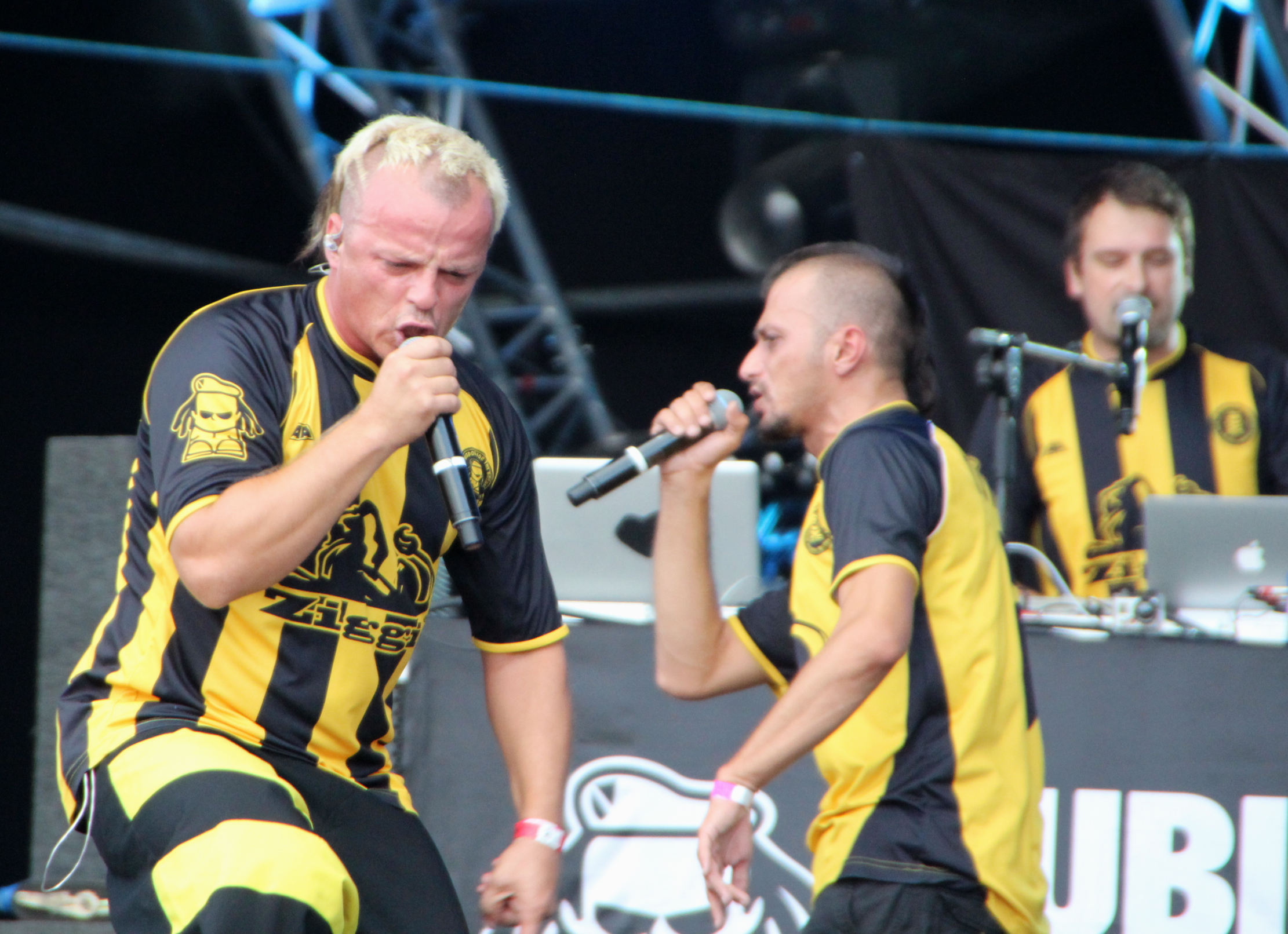
Dubioza kolektiv (2012)

I Dubioza kolektiv sono un gruppo musicale bosniaco, formatosi a Sarajevo nel 2003. Nel corso degli anni alla formazione originaria si sono aggiunti membri di origine slovena, croata e serba.
Hanno collaborato con  numerosi artisti europei tra cui Manu Chao, La Pegatina, Roy Paci, Russkaja, cantando in bosniaco, francese, inglese, italiano, spagnolo e punjabi. I loro album sono scaricabili gratuitamente dal loro sito internet.
Hanno partecipato a diversi festival musicali in tutta Europa, tra cui Sziget, Soča Reggae Riversplash, EXIT, Rototom Sunsplash, Radio Onda d'Urto nel 2014. Si sono inoltre esibiti al Pistoia Blues Festival il 12 luglio 2017, al Flower Festival a Collegno (TO) il 13 luglio 2017 con i Gogol Bordello e nel giugno 2023 con gli Ska-P, e il 27 luglio 2017 al Festival Alta Felicità di Venaus (TO). 

## Formazione
- Almir Hasanbegović – voce
- Adis Zvekić – voce
- Brano Jakubović – tastiera
- Vedran Mujagić – basso
- Jernej Šavel – chitarra
- Senad Šuta – batteria
- Mario Ševarac – sassofono

## Discografia

### Album in studio
- 2004 – Dubioza kolektiv
- 2006 – Dubnamite
- 2008 – Firma Ilegal
- 2010 – 5 do 12
- 2011 – Wild Wild East
- 2013 – Apsurdistan
- 2018 – Happy Machine[1]
- 2017 – Pjesmice za djecu i odrasle
- 2020 – #fakenews[2]
- 2022 – Agrikultura

### Album dal vivo
- 2018 – Live at Pol’and’Rock Festival 2018

### EP
- 2014 – Open Wide